# Ulla (fiume)
Il río Ulla è un fiume gallego del nordest della penisola iberica, che sfocia nell'oceano Atlantico attraverso il Ría de Arousa. 

## Corso

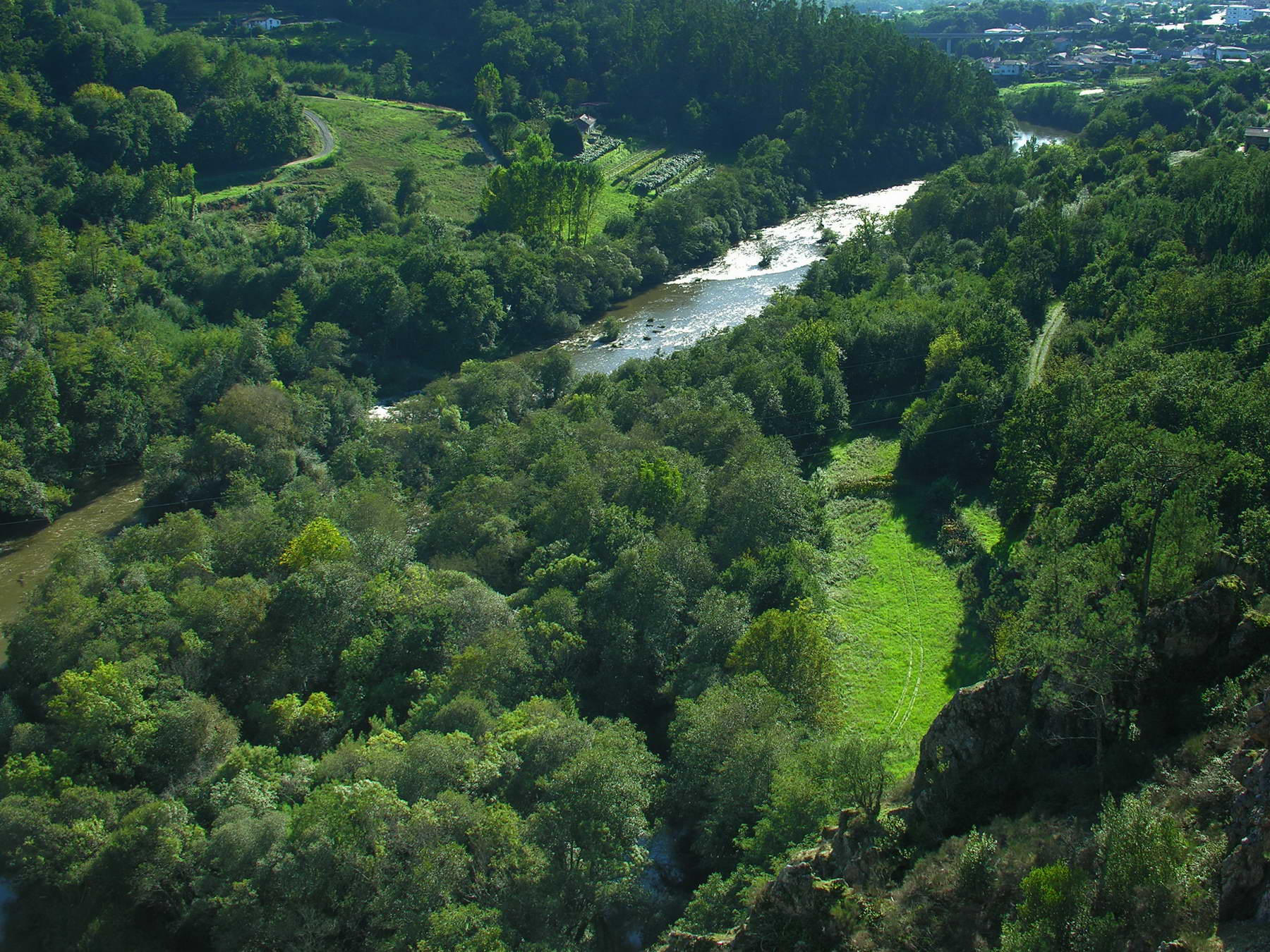
Il fiume Ulla dalla gola di Fonte da Cova.

Il fiume nasce dai monti di Olveda nel comune di Antas de Ulla, che lascia subito dopo per entrare nel comune di Monterroso. Suoi affluenti principali sono: alla sinistra orografica l'Arnego e il Deza, alla destra, il Pambre, il Furelos e il Sar.
Il suo corso si snoda nelle province di  La Coruña e di  Pontevedra, sfociando all'altezza di Catoira nel ría di Arousa, dopo aver percorso 132 km. Il suo bacino è di 2764 km², il secondo più importante della Galizia dopo quello del fiume  Miño e uno dei più ricchi di salmoni. Le sue acque formano l'invaso di Portodemouros.
Nella fauna piscicola del fiume si trovano anche trote, anguille e lamprede.

## Etimologia
Secondo E. Bascuas, "Ulla" è una forma idronoma di paleoeuropeo, derivata dalla radice di origine indoeuropea *wel- cioè "far girare, dare il giro". Questo toponimo figura registrato nell'anno 906 come "(fluvius) Volia", il quale deriverebbe da una forma anteriore *Wulia.